# Tirika
Tirika (Brotogeris) je rod z čeledi papouškovití zahrnující osm druhů papoušků. Tirikové žijí ve Střední a Jižní Americe. Všechny druhy jsou zbarveny zeleně. Jejich nejbližším příbuzným je papoušek mniší. Živí se převážně semeny a ovocem. Přibližná délka života je 15 let, ale jsou známy i případy, kdy se někteří tirikové dožili až 35 let. Všechny druhy až na tiriku rudokřídlého jsou běžné a jsou klasifikovány jako málo dotčené taxony.

## Seznam druhů
- Tirika bělokřídlý (Brotogeris versicolorus)
- Tirika jižní (Brotogeris chiriri)
- Tirika kobaltový (Brotogeris cyanoptera)
- Tirika rudokřídlý (Brotogeris pyrrhoptera)
- Tirika tovi (Brotogeris jugularis)
- Tirika zelený (Brotogeris tirica)
- Tirika zlatokřídlý (Brotogeris chrysoptera)
- Tirika žlutočelý (Brotogeris sanctithomae)

## Galerie

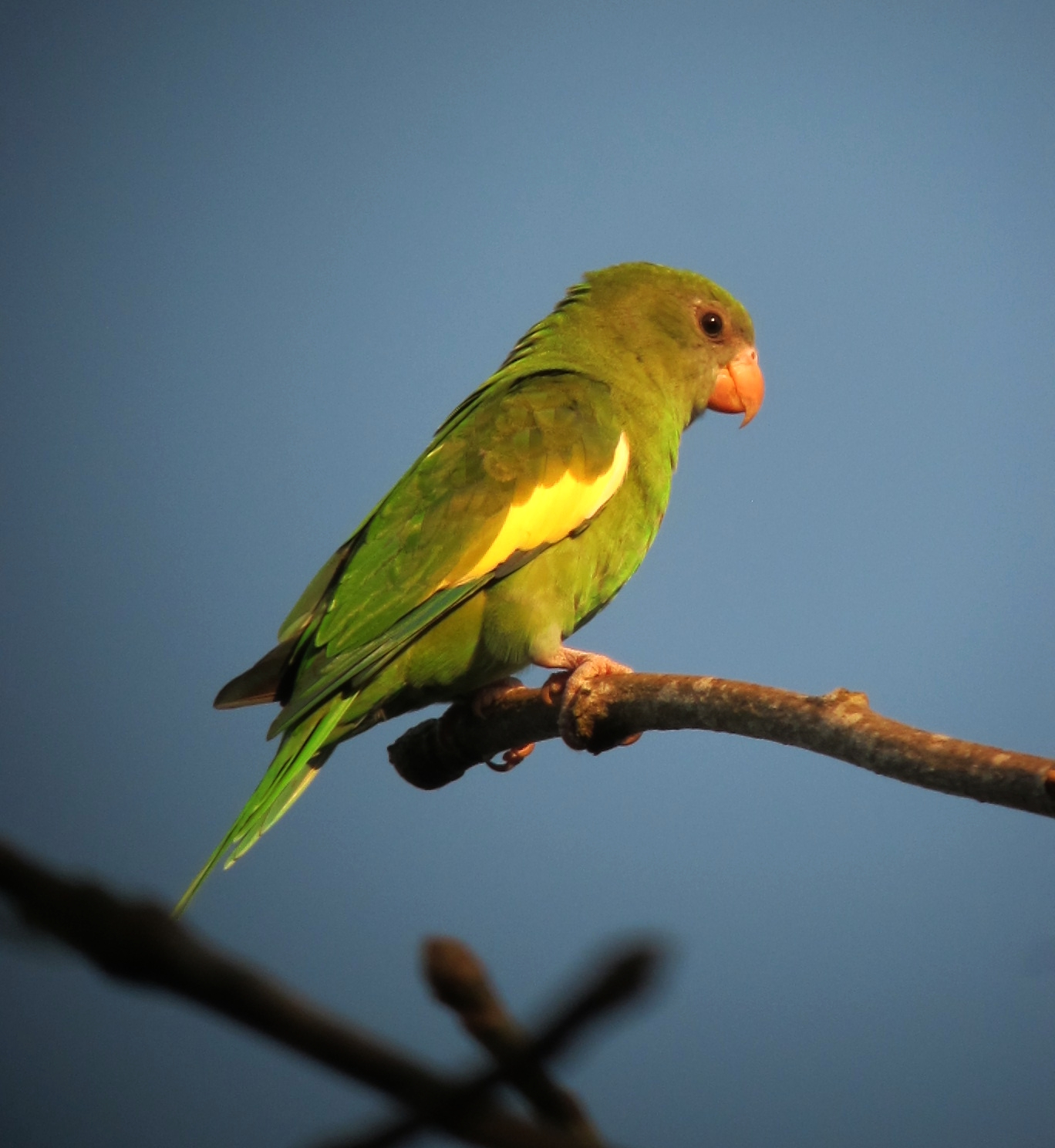
Tirika bělokřídlý
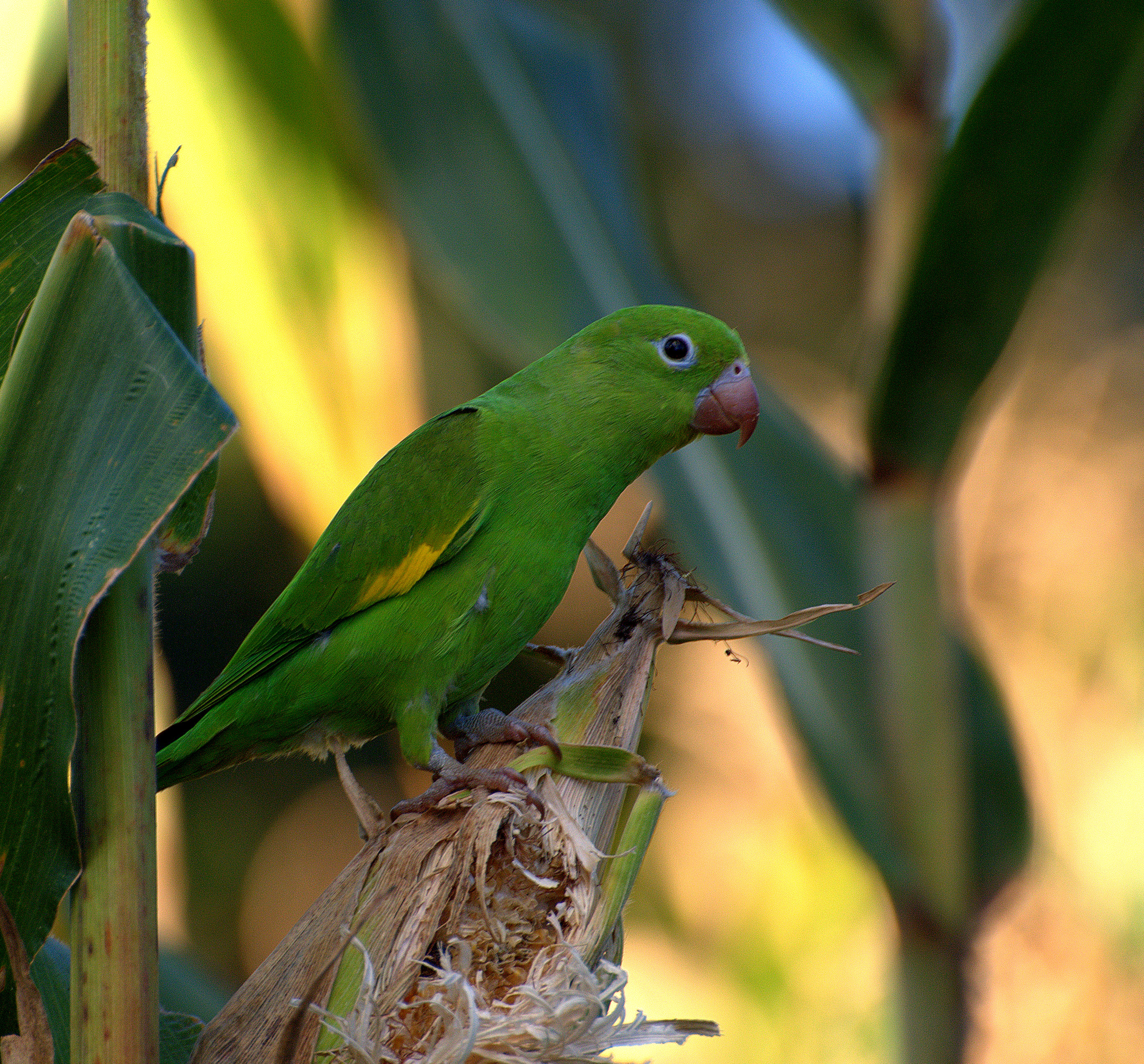
Tirika jižní
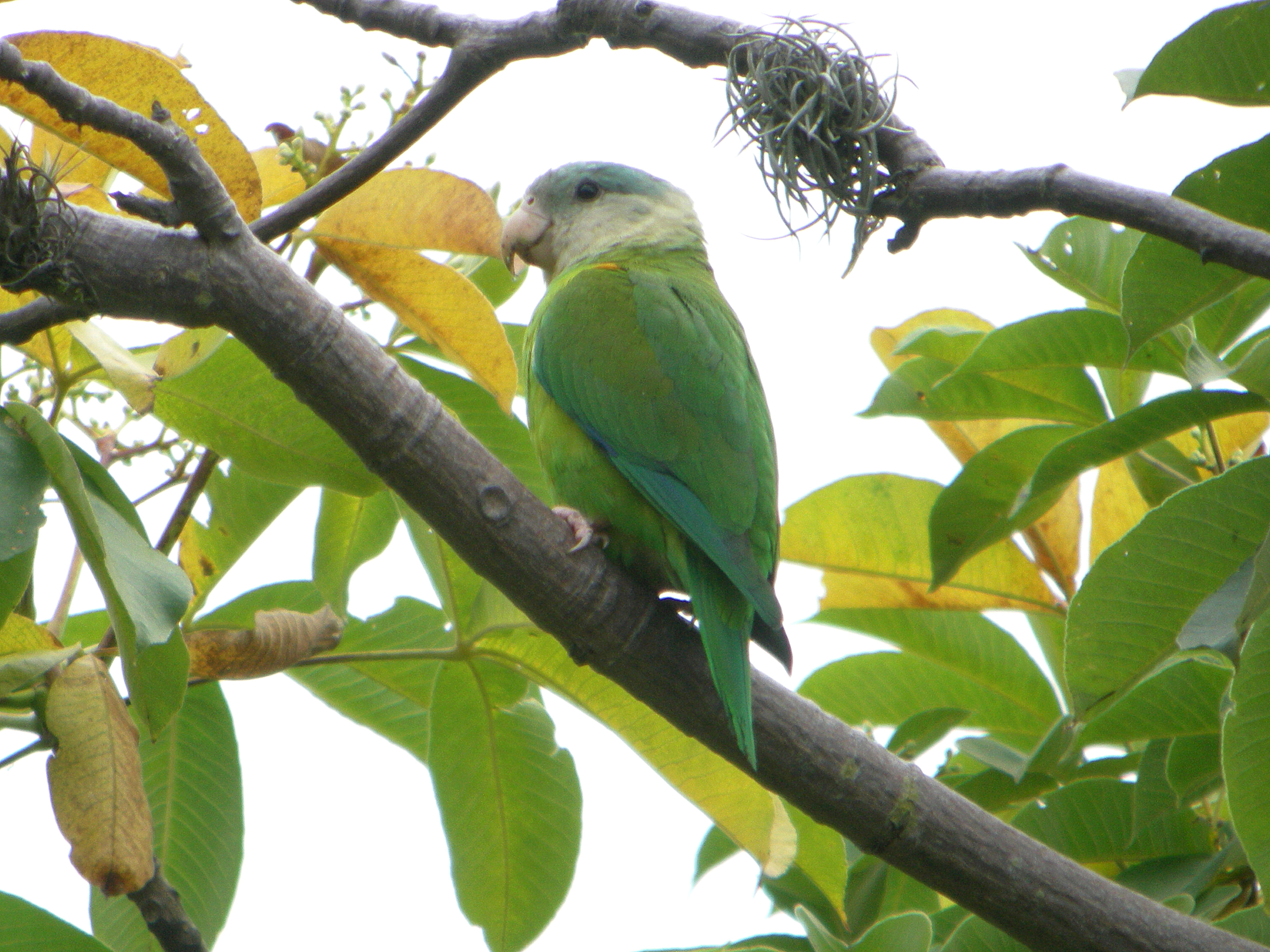
Tirika rudokřídlý
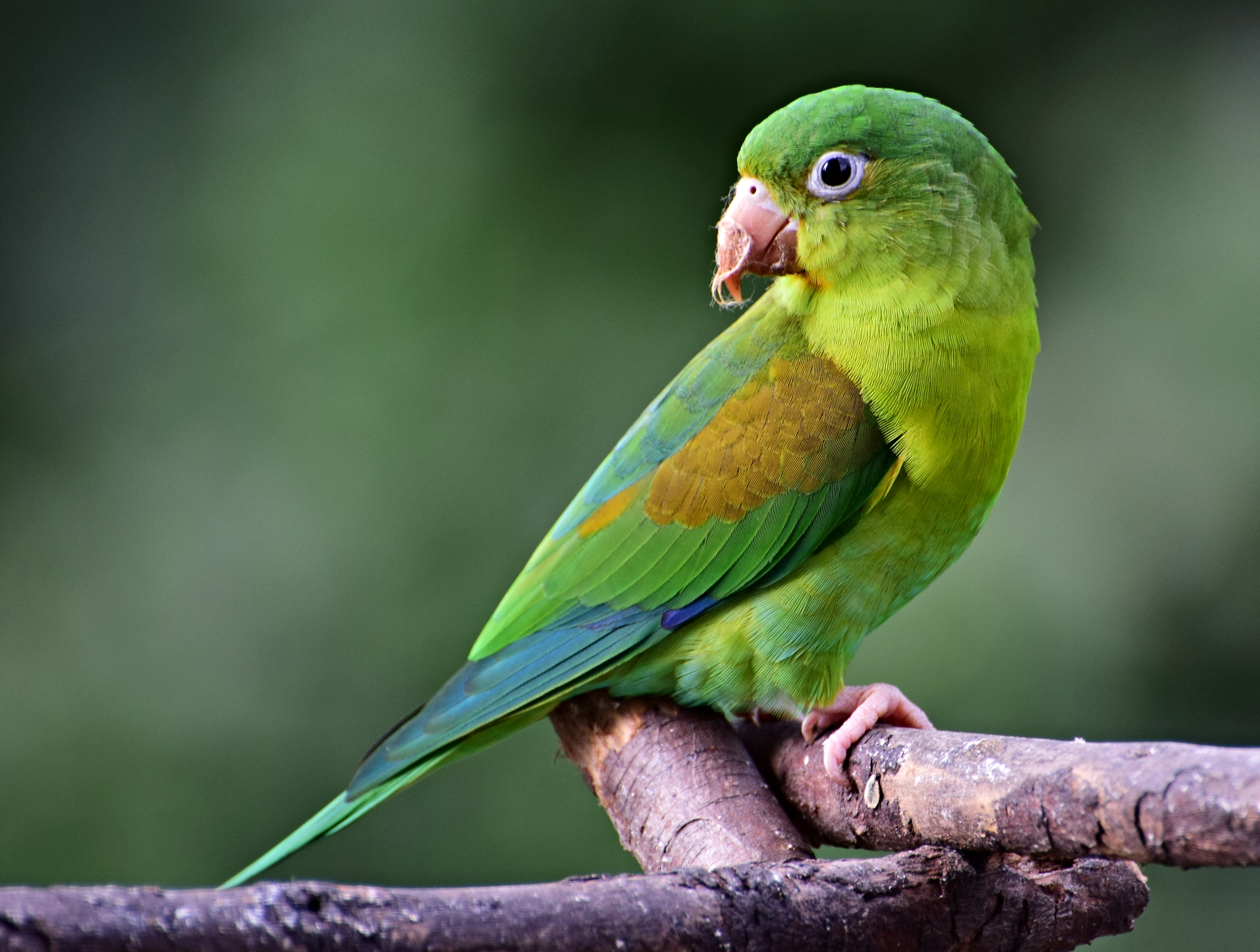
Tirika tovi
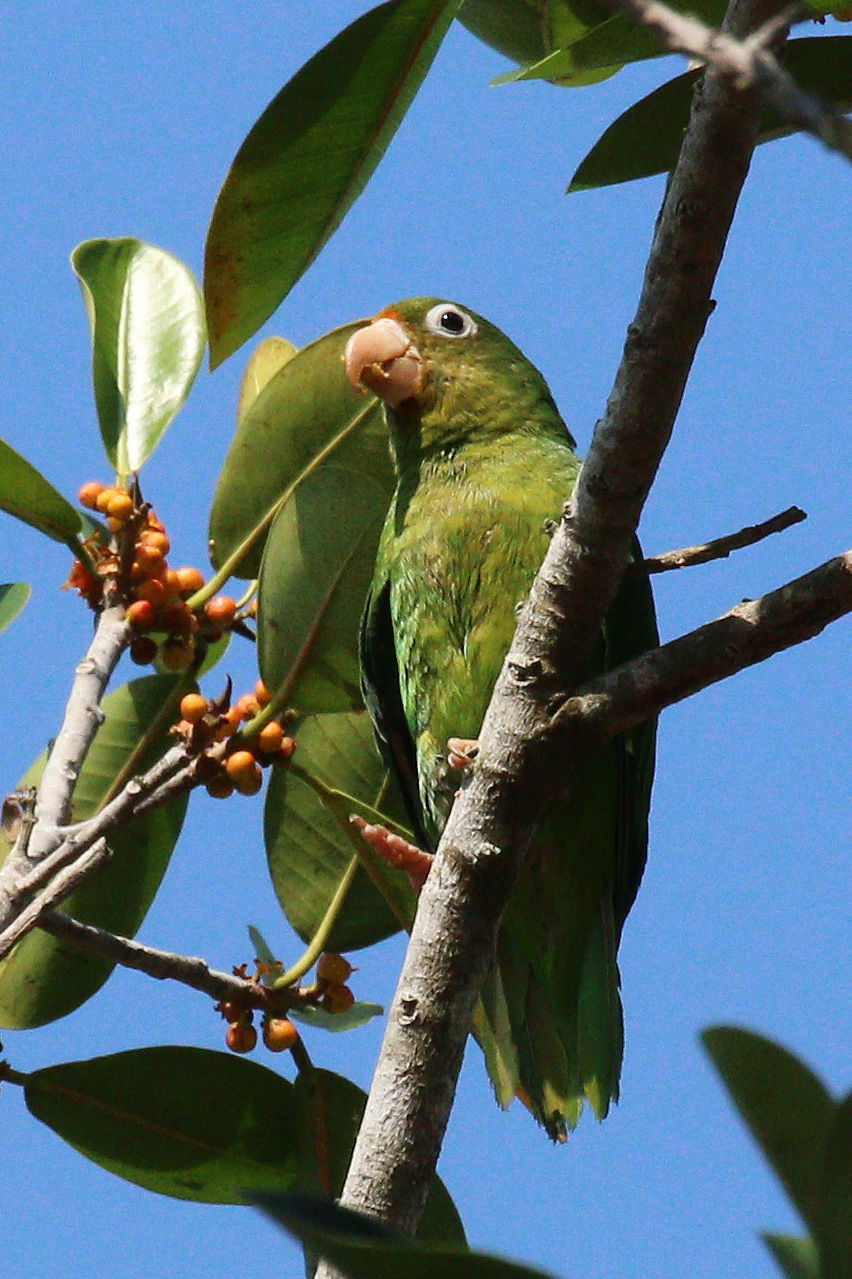
Tirika zlatokřídlý
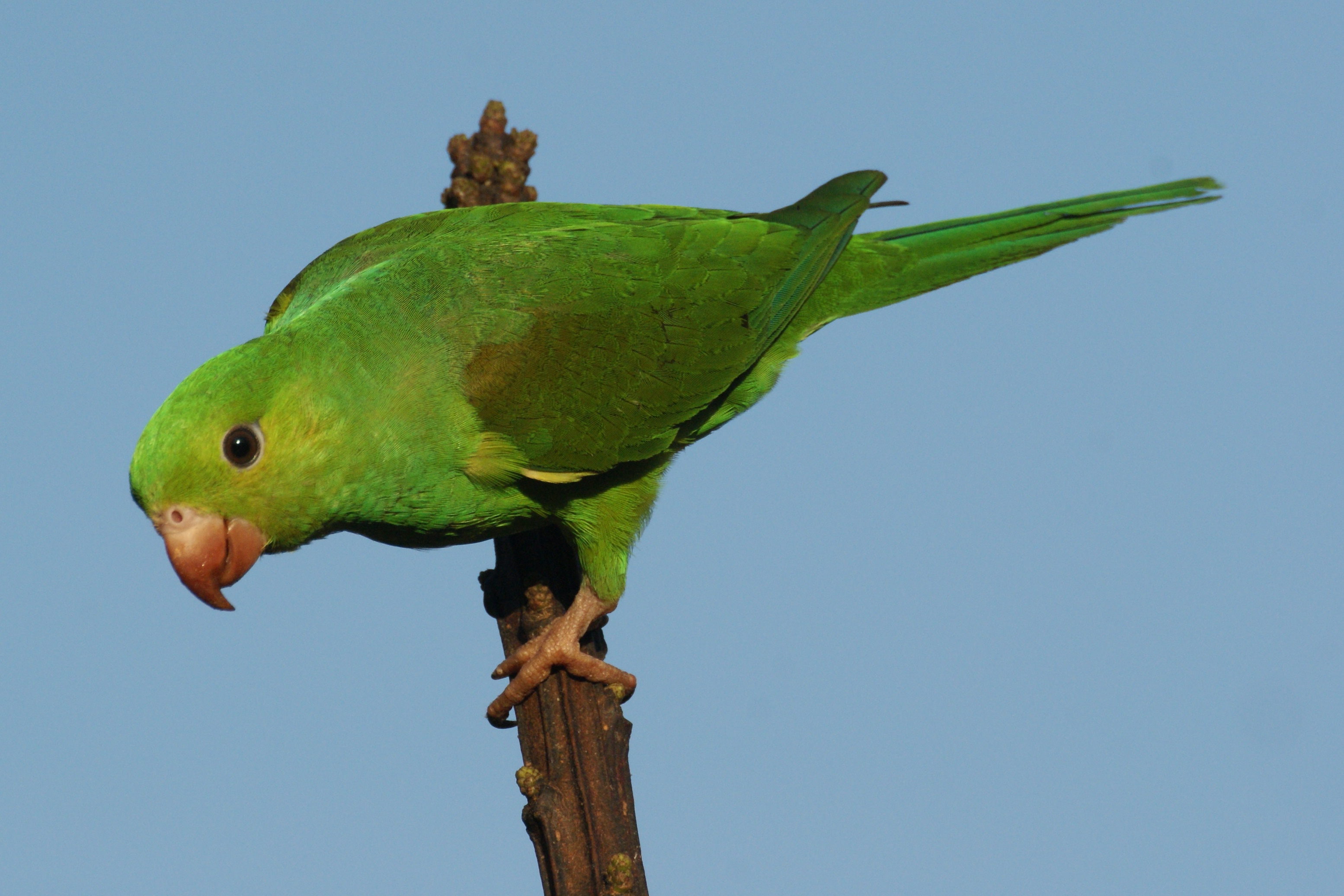
Tirika zelený
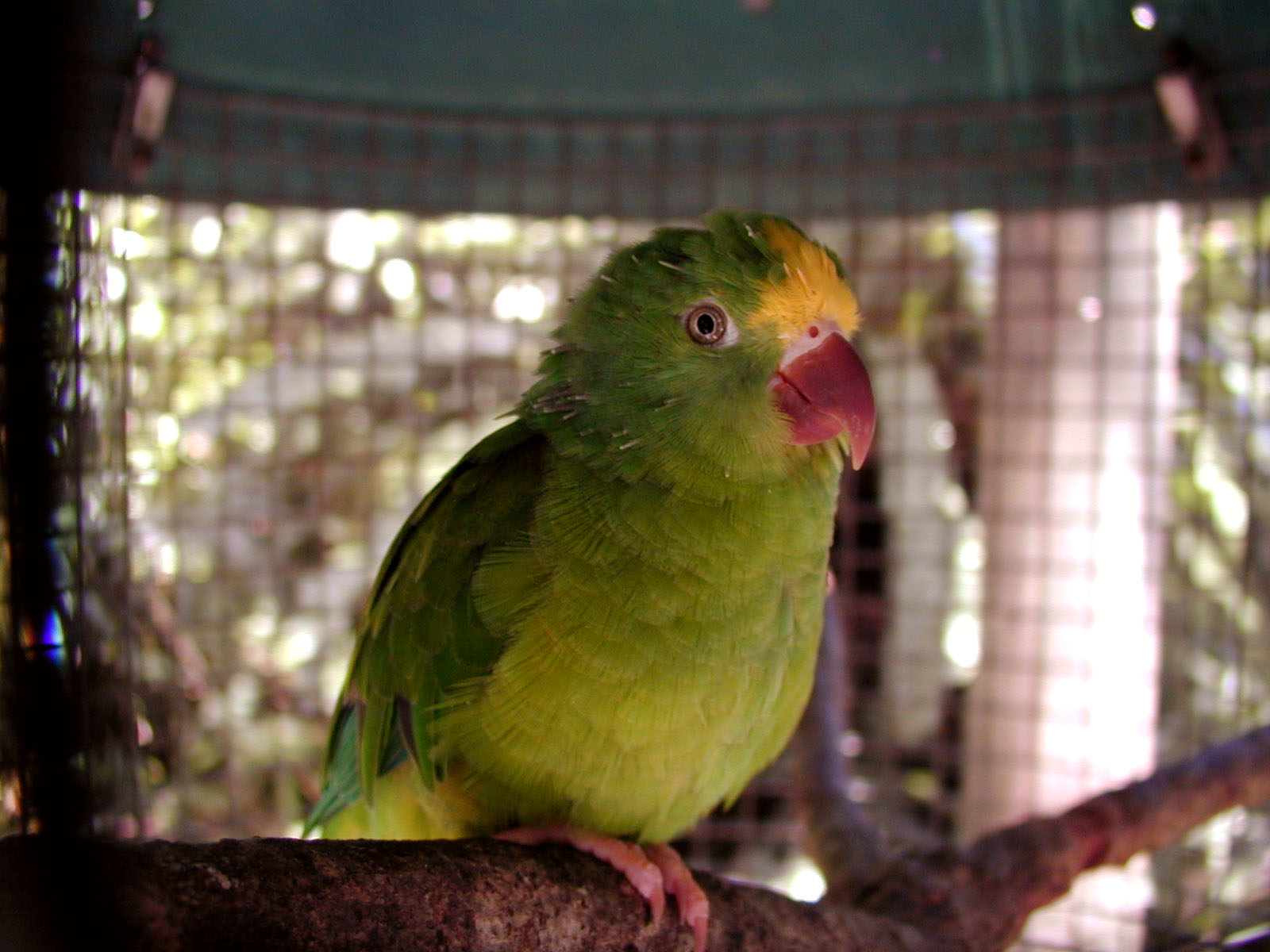
Tirika žlutočelý